# 空手道 (電影)
《空手道》（英語：The Empty Hands）是一部2017年香港電影，由杜汶澤自編自導自演，與鄧麗欣、倉田保昭、歐錦棠領銜主演，陳靜友情演出，是2017年香港亞洲電影節隆重呈獻電影，亦入選第13屆大阪亞洲電影節「競賽單元」。

## 故事簡介
出身於空手道世家的港日混血兒平川真理（鄧麗欣飾）從小到大都討厭空手道，但因為是空手道教練的爸爸平川彰（倉田保昭飾）地獄式訓練和激勵下越戰越強，她被逼學得一身武藝。長大後的她只有一個夢想，就是希望爸爸過世後，將他爸爸的空手道館改建成劏房出租，過安穩富足的生活。彰過世後，真理以為她的夢想終於能夠實現，但卻發覺自己爸爸竟將道館的51%的業權留了給館內紀律最差的徒弟陳強（杜汶澤飾）。真理經歷喪父、失戀而一蹶不振。強提出如果她願意完整地完成一場空手道搏擊比賽，便無條件把單位還給她，於是乎她跟隨強，重新穿上那套已經放下很久的空手道袍，參加她一直認為世界上最無聊的格鬥比賽。

## 演員
| 演員                                                               | 角色           |
| 鄧麗欣 李藝怡（少年） 何穎淋（15歲） 何佩珉（武替） 張美兒（文替） | 平川真理       |
| 杜汶澤 劉知名（少年）                                              | 陳強           |
| 倉田保昭                                                           | 平川彰         |
| 歐錦棠                                                             | 啞狗           |
| 陳靜 禤嘉儀（15歲）                                                | Peggy          |
| 柳俊江                                                             | 馮家俊         |
| 盧覓雪                                                             | 老虎狗         |
| 周志輝                                                             | 老闆           |
| 司徒慧焯                                                           | 司徒           |
| 陳淑莊                                                             | 律師           |
| 向柏榮                                                             | K-1拳證        |
| 姜偉忠                                                             | 新記姜師父     |
| 梁栢堅                                                             | 公園醉漢       |
| 楊柳青                                                             | 家俊妻         |
| 何慈茵                                                             | Charlene       |
| 曾淑雅                                                             | 陳強妻         |
| 蔡嘉燕                                                             | 初賽對手       |
| 陳鈺芸                                                             | 決賽對手       |
| 劉皓嵐                                                             | 陳浩南         |
| 簡志德                                                             | 夏志信（差仔） |
| 沙馬信                                                             | 駱子康（康仔） |

## 獎項及提名
| 年度   | 颁奖典礼                     | 奖项                 | 姓名       | 结果 |
| ------ | ---------------------------- | -------------------- | ---------- | ---- |
| 2018年 | 第24屆香港電影評論學會大獎   | 最佳電影             | 《空手道》 | 提名 |
| 2018年 | 第24屆香港電影評論學會大獎   | 推薦電影             | 《空手道》 | 獲獎 |
| 2018年 | 第24屆香港電影評論學會大獎   | 最佳導演             | 杜汶澤     | 提名 |
| 2018年 | 第24屆香港電影評論學會大獎   | 最佳女演員           | 鄧麗欣     | 獲獎 |
| 2018年 | 第12屆香港電影導演會年度大獎 | 最佳女主角           | 鄧麗欣     | 獲獎 |
| 2018年 | 第1屆最港電影大獎            | 最港女演員           | 鄧麗欣     | 獲獎 |
| 2018年 | 第1屆最港電影大獎            | 最佳導演             | 杜汶澤     | 提名 |
| 2018年 | 第1屆MOVIE6全民票選電影大獎  | 最佳女主角           | 鄧麗欣     | 獲獎 |
| 2018年 | 第1屆MOVIE6全民票選電影大獎  | 最佳男配角           | 倉田保昭   | 提名 |
| 2018年 | 第1屆MOVIE6全民票選電影大獎  | 新晉導演             | 杜汶澤     | 獲獎 |
| 2018年 | 第37屆香港電影金像獎         | 最佳女主角           | 鄧麗欣     | 提名 |
| 2018年 | 第37屆香港電影金像獎         | 最佳男配角           | 倉田保昭   | 提名 |
| 2018年 | 第37屆香港電影金像獎         | 最佳攝影             | 譚運佳     | 提名 |
| 2018年 | 第37屆香港電影金像獎         | 最佳美術指導         | 張蚊       | 提名 |
| 2018年 | 第37屆香港電影金像獎         | 最佳原創電影音樂     | 李端嫻     | 提名 |
| 2018年 | 第37屆香港電影金像獎         | 新晉導演             | 杜汶澤     | 提名 |
| 2018年 | 第20屆意大利烏甸尼遠東電影節 | 網上票選最喜愛電影獎 | 《空手道》 | 獲獎 |

## 外部連結
- 空手道的Facebook專頁
- 香港影庫上《空手道》的資料（繁體中文）
- 豆瓣电影上《空手道》的資料 （简体中文）
- 时光网上《空手道》的資料（简体中文）
- 互联网电影数据库（IMDb）上《空手道》的资料（英文）
- ALL THE FEFF 20 WINNERS （页面存档备份，存于）